# VdB 31
vdB 31 è una nebulosa a riflessione, visibile nella costellazione dell'Auriga.
Si trova sul bordo sudoccidentale della costellazione, al confine con il Toro; può essere individuata circa 2,5 gradi a sud della stella ι Aurigae, che con la sua magnitudine 2,7 è ben visibile ad occhio nudo e forma uno dei vertici del pentagono dell'Auriga. La nebulosa si evidenzia bene nelle fotografie astronomiche e appare circondare una stella di settima magnitudine la Ae di Herbig AB Aurigae. Nella regione nordoccidentale si diramano delle nebulose oscure dell'estensione di alcune decine di primi d'arco, catalogate come LDN 1517 e LDN 1519 (note anche come B26/27/28), che mascherano la luce delle stelle proveniente dalle regioni retrostanti il complesso nebuloso.
AB Aurigae è una stella ben nota e intensamente studiata a causa del suo disco protoplanetario dalla struttura particolarmente complessa, apparentemente organizzata a forma di spirale con due bracci del raggio di oltre 230 e 330 UA rispettivamente; la distanza della stella, e quindi anche della struttura nebulosa associata, è di circa 470 anni luce (144 parsec), una distanza simile a quella delle regioni più prossime al complesso di nubi oscure del Toro.